# Dayton (Oregon)
Dayton – miasto w Stanach Zjednoczonych, w stanie Oregon, w hrabstwie Jefferson.